# 小行星8648
小行星8648（英語：8648 Salix）是一颗围绕太阳公转的小行星。1989年9月2日，艾瑞克·怀特·埃尔斯特在上普罗旺斯发现了此天体。
这颗小行星的绝对星等为216.01796等。